# Teoría nebular
Esta es la base de la teoría nebular, pero lo esencial de la teoría lo formularon posteriormente Laplace, y Kant. 
En 1721 el sueco Emanuel Swedenborg afirma que el sistema solar se formó por la existencia de una gran nebulosa en cuyo centro se concentraría la mayor parte de la materia formando el Sol y cuya condensación y rotación acelerada daría origen a los planetas. 
2
La teoría nebular es una explicación científica que propone el origen del sistema solar a partir de una gran nube de gas y polvo llamada nebulosa. Esta teoría, propuesta por el filósofo alemán Immanuel Kant y desarrollada posteriormente por el astrónomo francés Pierre-Simon Laplace a finales del siglo XVIII, busca dar respuesta a la formación de los planetas, el Sol y otros cuerpos celestes que componen nuestro sistema solar.
Según esta teoría, hace aproximadamente 4.6 mil millones de años, en una región de la galaxia se encontraba una nebulosa gigante compuesta principalmente de gas y polvo cósmico en suspensión. Debido a factores como la gravedad y las perturbaciones externas, esta nube comenzó a colapsar sobre sí misma, aumentando su densidad en ciertos puntos y generando una rotación lenta.
A medida que la nebulosa comprimida giraba cada vez más rápido, se formó un disco achatado conocido como "disco protoplanetario" o "disco nebuloso". En el centro de este disco, la concentración de materia alcanzó una masa crítica y comenzó a calentarse y fusionarse, dando origen a nuestra estrella, el Sol.
A su alrededor, se formaron pequeños remolinos de gases y polvo que se fueron agrupando por fuerzas gravitatorias, formando así protoplanetas. Estos proto-planetas colisionaron entre sí y se fusionaron a lo largo de millones de años, generando cuerpos cada vez más grandes y sólidos. Eventualmente, estos protoplanetas se transformaron en los planetas que conocemos hoy en día.
La teoría nebular también explica la formación de otros objetos en nuestro sistema solar, como los asteroides y cometas. Los asteroides son fragmentos de rocas que no se unieron lo suficiente para formar planetas, mientras que los cometas son cuerpos compuestos principalmente de hielo que se originaron en las regiones más lejanas del sistema solar.
Es importante destacar que la teoría nebular no solo se aplica a nuestro sistema solar, sino que también se ha utilizado para explicar la formación de otros sistemas planetarios en la galaxia. A través de observaciones y estudios más detallados, los científicos han podido corroborar y ampliar esta teoría, brindando una comprensión más completa de cómo se origina la vida en el universo.

## Teoría de Kant
La teoría de Kant (1755), afirma que la nebulosa primitiva se contrajo y se enfrió bajo el efecto de las fuerzas de gravitación, formando un disco plano y dotado de una rotación rápida. El núcleo central se hizo cada vez más grande. Posteriormente, debido al aumento de la velocidad de rotación aparecieron fuerzas centrífugas que formaron los planetas. La baja velocidad de rotación del Sol no podía explicarse. Hay versión moderna de esta teoría que asume que la condensación central contiene granos de polvo sólido que crean roce en el gas al condensarse el centro. Finalmente, luego de que el núcleo ha sido frenado, su temperatura aumenta, y el polvo es evaporado. El centro que rota lentamente se convierte en el Sol. Los planetas se forman a partir de la nube, que rota más velozmente.

## Teoría de los protoplanetas
La teoría de los protoplanetas afirma que inicialmente, hay una gran nube interestelar, que eventualmente producirá un cúmulo estelar. Densas regiones en la nube se forman y coaligan; como las pequeñas gotas tienen velocidades de giro aleatorias, las estrellas resultantes tienen bajas tasas de rotación. Los planetas son gotas más pequeñas capturadas por la estrella. Las pequeñas gotas tendrían velocidades de rotación mayores que las observadas en los planetas, pero la teoría explica esto, haciendo que las gotas planetarias se dividan, produciendo un planeta y sus satélites. No queda claro cómo los planetas fueron confinados a un plano, o por qué sus rotaciones tienen el mismo sentido.

## Teoría de las fuerzas electromagnéticas
En 1899 el noruego Kristian Birkeland formularía la teoría de que las fuerzas electromagnéticas del Sol provocarían las condensaciones necesarias para que alrededor de ellas se formasen, por gravedad, los planetas. Esta teoría sería completada por Fred Hoyle y Hannes Olof Gösta Alfvén. En su hipótesis afirman que la nebulosa primitiva era muy grande (de varios años luz). Al contraerse la materia lo harían también las líneas de fuerza del campo magnético y giraría cada vez más rápido. De esta manera se separan los anillos de materia que formarán los planetas. Pero las líneas de fuerza magnéticas se comportarían como cuerdas elásticas. Al deformarse por la formación de los planetas frenarían al Sol y acelerarían a los planetas. Esta teoría exige que la temperatura inicial no sea demasiado elevada.

## Teoría de Emil Belot
En 1910 Emil Belot formuló una teoría en la que especulaba con dos movimientos que tiene en el sistema solar y que seguramente tuvo también la nebulosa primitiva; uno de rotación y otro de translación hacia el ápex (punto localizado en las inmediaciones de la constelación de Hércules y Lira hacia el que aparentemente se dirige el sistema solar a una velocidad de 20 km/s). Estos movimientos implican una tensión entre fuerzas centrípetas y centrífugas que hacen vibrar la materia de la nebulosa como lo haría una varilla. En las crestas de las ondas se formarían los planetas.

## Teoría de acreción
1944 Otto Yuliévich consideró que el Sol era una estrella que atrapó el polvo interestelar de una nube bastante densa. El impulso de giro se convertiría en movimiento orbital. Ésta se conoce como teoría de acreción.

## Otras teorías modernas
Teorías más modernas, como la de Lyman Spitzer afirman que la nebulosa primitiva se vio sometida a presiones por la radiación de las estrellas vecinas, lo que provocaría la agrupación materia en ciertas regiones y así se desencadenaría el mecanismo de acreción por gravedad. Esta teoría no implica que los planetas nacieran de material caliente, sino que la presión y la radiación darían lugar al calentamiento, hasta provocar reacciones termonucleares en el Sol.
Las observaciones de estrellas muy jóvenes, indican que están rodeadas de densos discos de polvo. Aunque todavía hay dificultades para explicar algunas de las áreas problemáticas esbozadas arriba, en particular la forma de disminuir la rotación del Sol, se piensa que los planetas se originaron a partir de un denso disco, formado a partir del material de la nube de polvo y gas, que colapsó para formar el Sol. La densidad de este disco debe ser suficientemente alta como para permitir la formación de los planetas, y suficientemente baja, como para que la materia residual sea soplada hacia afuera por el Sol, al incrementarse su producción de energía.
Las teorías nebulares implican que antes de la existencia del sistema solar una estrella al final de su vida se convirtió en una supernova que durante miles de años liberó material estelar al espacio, finalmente al colapsar, explotó dando origen al material constitutivo del Sol y los planetas agrupados en una gran nebulosa. Este material fue creado por las reacciones de fusión nuclear en el núcleo de la estrella (H, He, Ca, y otros) así como por la formación de elementos más pesados en momento mismo de la explosión. La nube así formada viaja por el espacio con un movimiento rotatorio o movimiento angular, remanente del propio movimiento de la estrella primitiva. La evidencia de una posible explosión de supernova de formación previa aparece en forma de trazas de isótopos anómalos en las pequeñas inclusiones de algunos meteoritos. La abundancia de estrellas múltiples y binarias, así como de grandes sistemas de satélites alrededor de Júpiter y Saturno, atestiguan la tendencia de las nubes de gas a desintegrarse fragmentándose en sistemas de cuerpos múltiples.
Para estas teorías, en principio los planetas terráqueos eran grandes masas de roca fundida con núcleos de hierro que se encontraban bombardeadas por múltiples meteoritos que aún vagaban solitarios por el campo en formación de lo que sería el sistema solar, huella de estas colisiones y como una de las pruebas de la teoría del acrecentamiento son las múltiples formaciones de cráteres y grietas en todos aquellos planetas que no poseen atmósfera gaseosa y que han estado protegidos de la erosión climática, igualmente se cree que debido al impacto entre objetos masivos resultaron variaciones en los ejes de los planetas (como Neptuno que muestra el polo al Sol) y las direcciones de giro (como en el caso de Venus que es contrario a la de los demás objetos).
También explica la presencia de satélites como los de Marte que no se han formado in situ sino que han sido atrapados por la gravedad del planeta. Este acrecentamiento llevó miles de millones de años hasta que las masas ya formadas comenzaron a enfriarse y a recibir mucha menor cantidad de impactos del espacio. Aunque las teorías nebulares tengan como modelo un comienzo caliente esto no es necesario. No obstante, el comienzo caliente de la Tierra parece necesario para explicar la falta de elementos ligeros en los planetas, y que se encuentran en el Sol: hidrógeno y helio principalmente. También parece necesario para explicar porqué los materiales más pesados se encuentran mayoritariamente en el interior de la Tierra: hierro y níquel principalmente.

## Fuente
Tomado de la Enciclopedia Libre Universal en Español. Archivado el 11 de diciembre de 2008 en Wayback Machine.